# Adnan Qatipi

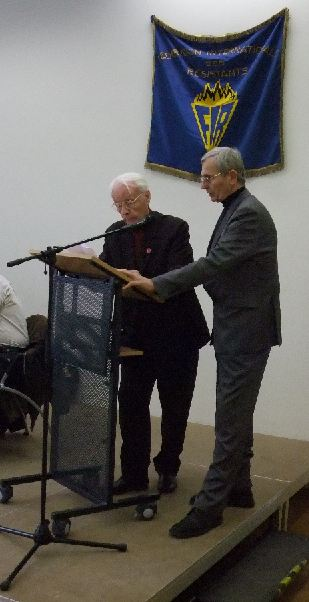
Adnan Qatipi beim 15. Kongress der FIR am Pult

Adnan Qatipi (* 1925; † 1. September 2010 in Tirana) war ein albanischer Partisan, Widerstandskämpfer gegen das NS-Regime, Vorsitzender des Verbandes der albanischen Widerstandskämpfer (LANC) und Mitglied des Ehrenpräsidiums der Fédération Internationale des Résistants (FIR).

## Leben und Wirken
Adnan Qatipi schloss sich im Zweiten Weltkrieg dem Kampf gegen die italienischen Truppen und die deutsche Wehrmacht an, der mit dem Sieg der Albaner am 29. November 1944 endete. Danach wirkte er in verschiedenen Funktionen beim Aufbau einer sozialistischen Gesellschaft in seinem Land.
2007 wurde Adnan Qatipi wegen seiner Verdienste im antifaschistischen Kampf und für die internationale Gemeinschaft FIR zum Mitglied des Ehrenpräsidiums der FIR ernannt.